# Mihai Șubă
Mihai Șubă (* 1. Juni 1947 in Bukarest) ist ein rumänischer Schachgroßmeister, der die spanische Staatsbürgerschaft besitzt und seit 2017 für den spanischen Schachverband gemeldet ist.

## Laufbahn
Șubă erlernte das Schachspielen mit 18 Jahren. Er erhielt den IM-Titel 1975 und den GM-Titel 1978 verliehen. Er wurde dreimal rumänischer Landesmeister (1980, 1981 und 1986). Erste internationale Aufmerksamkeit errang Șubă durch seinen 1982 hinter Zoltán Ribli mit Gyula Sax geteilten 2. Platz in Băile Herculane. Im selben Jahr wurde er hinter Ribli und Wassili Smyslow Dritter beim Interzonenturnier in Las Palmas und verpasste damit knapp den Kandidatenzyklus zur Weltmeisterschaft.
Șubă belegte jeweils den 1. Platz 1983 bei den Dortmunder Schachtagen, 1985 beim Berliner Sommer (Open) nach Feinwertung vor Viktor Kortschnoi, im Zonenturnier 1985 in Prag (geteilt mit József Pintér und Vlastimil Jansa), sowie 1987 in Timișoara. 1983 errang er hinter den Siegern Michail Tal und Rafael Vaganian den mit Tigran Petrosjan und Jaan Ehlvest geteilten 3. Platz in Tallinn.
Im Jahre 2008 wurde er zusammen mit Larry Kaufman Schachweltmeister der Senioren; 2011 wurde er in Courmayeur Senioren-Europameister.

## Leben
Anlässlich eines Turnieres in London flüchtete Șubă mit seinem Sohn 1988 in den Westen; am 25. August 1988 beantragte er politisches Asyl in Großbritannien. Er lebt zurzeit in Spanien (Stand: Januar 2007).
Vereinsschach spielt er unter anderem in Rumänien für den CS AEM Luxten Timișoara, in der spanischen Mannschaftsmeisterschaft spielte er 1995 für CE Santa Margarita, 2000, 2001 und 2004 für CA Reverté Albox. Am European Club Cup nahm er 1993 und 1994 mit AS RAT Bukarest und 2002 mit CA Reverté Albox teil.

## Nationalmannschaft
Șubă nahm mit Rumänien an den Schacholympiaden 1978, 1980, 1982, 1984, 1986 und 1992 teil. Außerdem vertrat er Rumänien bei der Mannschaftsweltmeisterschaft 1985 und nahm an drei Mannschaftseuropameisterschaften (1977 und 1992 für Rumänien, 1989 für England) teil.

## Igelexperte
Șubă gilt als Pionier und Experte der Igelstellung, über die er 2000 das Buch The Hedgehog veröffentlicht hat. Bereits in seinem 1991 erschienenen Buch Dynamic Chess Strategy, das zu einem Bestseller avancierte, verwies er u. a. auf seine Beiträge zu Erforschung der Igelstellung.

## Sonstiges
Zu Ehren Mihai Șubăs sechzigsten Geburtstag wurde vom 16. Juni bis zum 26. Juni 2007 in der rumänischen Stadt Bazna das Rundenturnier „Royal Tournament“ ausgetragen, zu dem viele Weggefährten aus Șubăs aktiver Turnierlaufbahn eingeladen worden waren. Die 11 Teilnehmer lauteten: Ulf Andersson, Alexander Beliavsky, Maia Tschiburdanidse, Henrique Mecking, Lajos Portisch, Zoltán Ribli, Andreï Sokolov, Rafael Vaganian, Jan Timman, Alexander Chalifman und natürlich Mihai Șubă selbst. Das Turnier wurde von Khalifman mit 7 Punkten gewonnen, Mihai Șubă belegte mit 4 Punkten den vorletzten Platz.